# Economía de Burundi
Dos características principales confluyen en la economía de Burundi; la primera es que es un país sin salida al mar, y la segunda es que es un país sin recursos económicos destacados. Esto se suma a que cuenta con un sector manufacturero poco desarrollado, que no ha logrado mejorar tras la última guerra civil del país (2005).

## Historia
Desde la colonización francesa, la economía se ha caracterizado por ser principalmente agrícola, enfocada casi que exclusivamente al café; y con más del 90% de la población dependiendo de la agricultura de subsistencia, y a su vez con muy pocos productos de exportación. El 22,00 millones de crecimiento económico depende de las exportaciones de café y té verde que representan más del 90% del valor de las exportaciones. La posibilidad de pagar las importaciones dependen de los ingresos obtenidos por la venta del café y el té. Los tutsi, que son un 14 % de la población dominan el comercio del café frente a la mayoría hutu un 85% de la población, que subsiste gracias a la agricultura minoritaria.
Desde octubre de 1993 se salda una guerra civil por motivos étnicos con cerca de 2'200.000 muertos, 450.000 refugiados en Tanzania y 150.000 desplazados internos.

## Estadísticas
Sus estadísticas distan de ser óptimas para elevar su nivel de vida, ya que sólo uno de cada tres niños no asiste la escuela; y uno de cada diez adultos tiene sida. Además el abastecimiento de alimentos, electricidad y medicamentos no es el adecuado, dejando sus índices vitales por debajo incluso de otras naciones africanas.
Tras el fin de la guerra civil, la estabilidad política ha conducido a un aumento de la actividad económica y flujos de ayuda han vuelto, pero las reformas económicas planeadas se ven entredicho por las altas tasas de pobreza y de educación, el débil sistema legal y la ineficiencia de la administración, que hacen inviable la atracción de capitales o inversiones de extranjeros en la nación,  retardando su proceso de recuperación.

### Datos económicos
PPA:
Paridad del poder adquisitivo – 8.202 millones de $ USA (2018 est.)
PPA nominal:
Producto interior bruto – 3.436 mil millones de $ USA (2018 est.)
Productos agrícolas:
Café, algodón, té, maíz, sorgo, batatas, bananas, mandioca; cerveza, leche, pieles
The following table shows the main economic indicators in 1980–2017.
| Año                                          | 1980      | 1985      | 1990      | 1995      | 2000      | 2005      | 2006      | 2007      | 2008      | 2009      | 2010      | 2011      | 2012      | 2013      | 2014      | 2015      | 2016      | 2017      |
| -------------------------------------------- | --------- | --------- | --------- | --------- | --------- | --------- | --------- | --------- | --------- | --------- | --------- | --------- | --------- | --------- | --------- | --------- | --------- | --------- |
| PIB in bil. $ (PPP)                          | 1.39 bil. | 2.31 bil. | 3.23 bil. | 3.23 bil. | 3.50 bil. | 4.54 bil. | 4.94 bil. | 5.24 bil. | 5.60 bil. | 5.86 bil. | 6.24 bil. | 6.62 bil. | 7.04 bil. | 7.58 bil. | 8.07 bil. | 7.84 bil. | 7.85 bil. | 7.99 bil. |
| Producto interno bruto per cápita en $ (PPP) | 339       | 488       | 592       | 540       | 524       | 605       | 638       | 658       | 681       | 689       | 711       | 731       | 755       | 788       | 814       | 767       | 745       | 735       |
| Crecimiento económico (real)                 | −6.8 %    | 11.8 %    | 3.5 %     | 7.9 %     | 1.8 %     | 4.4 %     | 5.4 %     | 3.5 %     | 4.9 %     | 3.9 %     | 5.1 %     | 4.0 %     | 4.4 %     | 5.9 %     | 4.5 %     | −4.0 %    | −1.0 %    | 0.0 %     |
| Deuda fiscal (Porcentaje del PIB)            | ...       | ...       | ...       | ...       | 136 %     | 137 %     | 130 %     | 130 %     | 103 %     | 26 %      | 47 %      | 43 %      | 41 %      | 36 %      | 36 %      | 45 %      | 47 %      | 57 %      |